# Олдмен, Гэри
Сэр Гэ́ри Ле́онард О́лдмен (англ. Gary Leonard Oldman; род. 21 марта 1958 года, Лондон, Великобритания) — британский актёр, режиссёр, продюсер и музыкант. Олдмен прославился после исполнения главных ролей в кинокартинах «Сид и Нэнси» и «Навострите ваши уши», после выхода которых кинокритик Роджер Эберт назвал его «лучшим молодым британским актёром современности».
В 1990-х годах он снялся во многих популярных фильмах, играя, как правило, мрачных и неоднозначных персонажей: среди наиболее успешных картин этого периода были «Розенкранц и Гильденстерн мертвы», «Джон Ф. Кеннеди. Выстрелы в Далласе», «Дракула», «Леон», «Пятый элемент» и «Самолёт президента» (оба в 1997).
В 2000-е годы Олдмен принял участие в съёмках двух успешных франшиз, роли в которых стали прочно ассоциироваться с его именем. В серии картин о Гарри Поттере он сыграл волшебника Сириуса Блэка, а в трилогии Кристофера Нолана о Бэтмене предстал на экране в образе неподкупного полицейского Джеймса Гордона.
Актёр известен как мастер перевоплощений, с одинаковой лёгкостью способный создать образ как положительного персонажа, так и негодяя. Олдмен трижды номинировался на премию «Оскар» лучшему актёру за роли британского агента МИ-6 Джорджа Смайли в триллере «Шпион, выйди вон!» (2011), премьер-министра Уинстона Черчилля в байопике «Тёмные времена» (2017) и сценариста «Гражданина Кейна» Хермана Манкевича в «Манке» (2020). За роль Черчилля Олдмен получил «Оскар» и большинство других актёрских премий по итогам наградного сезона.
Гэри Олдмен также спродюсировал несколько кинолент, в том числе свой режиссёрский дебют: в 1997 году он поставил по собственному сценарию фильм «Не глотать», частично основанный на автобиографическом материале. Картина принесла Олдмену две премии BAFTA (за лучший британский фильм и оригинальный сценарий) и участвовала в конкурсной программе Каннского кинофестиваля. В 2025 году Олдмен был посвящён в рыцари-бакалавры.

## Биография

### Детство
Гэри Леонард Олдмен родился 21 марта 1958 в Лондоне, в семье сварщика Леонарда Бертрама Олдмена и домохозяйки Кэтлин Олдмен (в девичестве — Черитон). Гэри рос в семье вместе со старшей сестрой Морин, позже также ставшей актрисой и работающей под псевдонимом «Лэйла Морс». Об отце Олдмен отзывался так: «Мой отец был постоянно матерящимся алкоголиком, который бросил семью ради другой женщины, когда мне было семь лет».
В детстве Гэри увлекался музыкой и хотел стать певцом или пианистом, но вскоре оставил музыку ради актёрской карьеры. Источником вдохновения для Олдмена была игра Малкольма Макдауэлла в фильмах «Если....» (англ. If…; 1968) и «Давным-давно завтра» (англ. The Raging Moon; 1971). В интервью Чарли Роузу Олдмен рассказал: «Что-то в Малкольме приковало меня, я как будто был связан, и тогда я сказал: „Я хочу сделать так же“». В 1974 году Олдмен окончил среднюю школу South East London Boys' School в Дептфорде, районе Лондона.

### Первые работы в кино
После окончания театральной школы Rose Bruford College со степенью бакалавра в 1978 году Олдмен устроился на работу в театр Greenwich Young People’s, где за почти девять лет работы получил несколько наград, включая премию Time Out’s Fringe Award в категории «Лучший новичок» и премию British Theatre Association’s Drama Magazine Award в категории «Лучший актёр». В этот период Олдмена заметил режиссёр Колин Грегг, который пригласил его в свой фильм «Память». Вскоре актёр снялся в телефильме «Тем временем» вместе с молодым Тимом Ротом, у него были планы и на роль в фильме Дона Бойда «Сплетни», но производство картины не было завершено из-за финансовых трудностей.
В 1986 году Олдмен сыграл роль скандально известного басиста группы Sex Pistols Сида Вишеса в фильме «Сид и Нэнси». Для этой роли Олдмен сильно похудел, и его даже пришлось госпитализировать. Актёрская игра Олдмена в этом фильме проложила ему путь в Голливуд, собрав огромное количество одобрительных отзывов, в том числе и от бывшего вокалиста Sex Pistols Джона Лайдона, который в своих мемуарах назвал его «чертовски хорошим актёром». В картине Стивена Фрирза «Навострите ваши уши» (1987) Олдмен исполнил роль британского драматурга-гомосексуала Джо Ортона, за которую позднее был номинирован на премию BAFTA в категории «Лучшая мужская роль». Далее последовали главные роли в психоэротической фантазии Николаса Роуга «Путь 29», триллере «Преступный закон» (где Олдмен впервые попытался говорить с американским акцентом) и в телефильме «Фирма». В «Фирме» Олдмен играл вместе с Лесли Мэнвилл, с которой незадолго до этого сочетался браком. В конце 1988 года Олдмен снимался вместе с уже состоявшимися актёрами Аланом Бейтсом в фильме «Мы думаем только о тебе», а также с Деннисом Хоппером и Фрэнсис Макдорманд в фильме «Чаттахучи». В конце 1980-х Олдмена вместе с Тимом Ротом, Дэниелом Дэй-Люисом, Брюсом Пэйном и несколькими другими британскими актёрами, именно в тот период получившими известность в Голливуде, в американской прессе стали именовать Brit Pack (британская шайка).
В 1990 году Олдмен сыграл Розенкранца в экранизации пьесы Тома Стоппарда «Розенкранц и Гильденстерн мертвы», режиссёром-постановщиком которой выступил сам драматург. В этом фильме снова главные роли исполнили Олдмен (аристократичный, но простоватый Розенкранц) и Рот (рефлексирующий скептик Гильденстерн). Картина получила премию «Золотой лев» на 47-м Венецианском кинофестивале, а сам Олдмен номинировался на премию «Независимый дух» в категории «Лучшая мужская роль». К дуэту Олдмен — Рот, зарекомендовавшему себя на двух картинах, проявлял интерес режиссёр Квентин Тарантино. В интервью 1994 года он заявил, что хотел бы «свести их вместе в комедии», и признался, что они могли бы исполнить роли Джулса и Винсента в «Криминальном чтиве», если бы сценарий был написан под «простых английских парней».
Игру Олдмена в следующем фильме «Состояние исступления» журналистка газеты The New York Times Джанет Маслин и другие критики назвали «феноменальной». Он воплотил на экране образ ирландского гангстера, живущего в нью-йоркской «адской кухне»; для этой роли Олдмен полтора месяца слушал кассеты и занимался с преподавателем, чтобы правдоподобно воспроизвести диалектные особенности речи персонажа. В начале 1990-х годов актёр переехал в Соединённые Штаты.

### Роли злодеев и приход популярности
В 1991 году Оливер Стоун пригласил Олдмена на роль Ли Харви Освальда в своей знаменитой картине «Джон Ф. Кеннеди. Выстрелы в Далласе». В следующем году актёр сыграл в экранизации романа Брэма Стокера «Дракула». По сути, Олдмен исполнил две роли — молодого красавца Влада Цепеша и его же, преобразившегося в вампира графа Дракулу. В прокате фильм оказался коммерчески успешным, собрав по всему миру более 215 миллионов долларов. Актёрская игра Олдмена была отмечена многими авторитетными кинокритиками. Академия научной фантастики, фэнтези и фильмов ужасов вручила актёру премию «Сатурн» в номинации «Лучший киноактёр». Кинокритик газеты The New York Times Винсент Кэнби восхищался игрой Олдмена: «Дракула в исполнении мистера Олдмена появляется во всевозможных видах. Сперва, после вступительных кадров, он — дряхлый, обескровленный тип, приглашающий Джонатана Харкера — молодого юриста, прибывшего в Трансильванию, чтобы помочь старому графу в осуществлении его планов по переезду в Лондон. В другой момент он — покрытый волосами инкуб, обесчещивающий юную лондонскую аристократку в роскошном викторианском саду в полночь».
В 1993 году Олдмен сыграл дьявола в промовидео к песне «Since I Don’t Have You» группы Guns N’ Roses и вошёл в состав членов жюри 46-го Каннского кинофестиваля. Роль коррумпированного нью-йоркского полицейского в картине «Ромео истекает кровью» снова была высоко оценена за естественность исполнения и убедительный нью-йоркский выговор, но сам фильм был раскритикован за слабые сценарий и режиссуру. Олдмен стал популярным исполнителем ролей «плохих парней»: он играл жестокого сутенёра Дрексла Спайви в «Настоящей любви», тюремного надзирателя с садистскими наклонностями Милтона Гленна в «Убийстве первой степени», промышленника-тирана Жана-Батиста Эммануэля Зорга в «Пятом элементе» и доктора Закари Смита в коммерчески успешном, но недооценённом критиками фильме «Затерянные в космосе».
Особый успех у зрителей имела роль коррумпированного агента Управления по борьбе с наркотиками, садиста и наркомана Нормана Стэнсфилда, который в картине Люка Бессона «Леон» (1994) убил семью героини Натали Портман. По словам Джанет Маслин, герой Олдмена воплощает отличительные черты фильма — садизм и ложное чувство утончённой сентиментальности, возникающее, например, когда Стэнсфилд находит в атмосфере затишья перед перестрелкой что-то похожее на музыку Бетховена. Эксцентричную игру Олдмена высоко оценили Ричард Шикель из Time и Марк Салисбери из Empire. Джин Сискел, в свою очередь, критиковал актёра за то, что он «переигрывал». Персонаж Олдмена занял 43 место в списке «100 злодеев всех времён», составленном «Онлайн-сообществом кинокритиков».
В том же году Олдмен сыграл любимого композитора Нормана Стэнсфилда, Людвига ван Бетховена в биографической драме Бернарда Роуза «Бессмертная возлюбленная». Картина не была особо успешна в прокате и вызвала неоднозначную реакцию критиков. Но роль Олдмена, который изобразил композитора, борющегося с глухотой и одолеваемого любовью к племяннику Карлу и ненавистью к его матери, была высоко оценена Роджером Эбертом и Джанет Маслин. В 2011 году журнал Total Film поставил исполнение роли Бетховена четвёртым в списке «10 лучших ролей Гэри Олдмена».
Самая главная неудача Олдмена 1990-х годов — «Алая буква», экранизация одноимённого романа Натаниэля Готорна, в которой актёр исполнил роль Артура Димсдейла. Фильм провалился в прокате и получил очень плохую прессу. На сайте Rotten Tomatoes рейтинг фильма составляет 14 процентов на основании 35 рецензий. Помимо этого, картина была выдвинута на семь «Золотых малин», в том числе и в категории «Худшая экранная пара», в которой номинировались Олдмен, Роберт Дюваль и Деми Мур.
Среди других заметных киноролей актёра того периода: русский террорист Иван Коршунов в блокбастере «Самолёт президента», конгрессмен Шелдон Раньон в «Претенденте» и миллионер Мейсон Верджер, единственная выжившая жертва доктора Ганнибала Лектера в «Ганнибале». В «Претенденте», который Олдмен также продюсировал, его персонаж — беспринципный сенатор-республиканец, добивающийся снятия кандидатуры номинантки на пост вице-президента США от демократов. За роль в «Претенденте» Олдмен был номинирован на премию Гильдии киноактёров США в категории «Лучшая мужская роль второго плана». По словам Эберта, персонаж Олдмена «с угрюмыми очками, жестоким ртом и кудрявыми локонами, топорщащимися над лысиной» относится к той категории мужчин, которые «в старших классах скорее выяснят, кто спит с чирлидершей, чем переспят с ней сами». Выделяли игру Олдмена и другие рецензенты. В роли Верджера, согласно сюжету изуродованного до неузнаваемости, Олдмен скрывал лицо под слоем грима, нанесение которого занимало по пять часов. Однако имя Олдмена не появилось в титрах картины. По словам продюсера фильма Марты де Лаурентис, Олдмен настаивал, чтобы его имя в титрах стояло рядом с именами исполнителей главных ролей — Энтони Хопкинса и Джулианны Мур — и, получив от продюсеров отказ, едва не покинул проект. Сам Олдмен в интервью IGN объяснил решение снять своё имя с титров фильма тем, что счёл забавным сыграть человека «без лица» «анонимно».
В 2001 году Олдмен номинировался на премию «Эмми», сыграв педантичного актёра Ричарда Кросби в двух эпизодах популярного телесериала «Друзья».

### 2000-е годы: участие в популярных франшизах
После выхода «Ганнибала» в феврале 2001 года и вплоть до начала 2004 года Олдмен не снялся ни в одном полнометражном фильме. На протяжении этого периода актёр сыграл в почти незамеченных кинокритиками картинах «Трасса 60» и «Маленькие пальчики», а также озвучил несколько видеоигр.
В 2004 году удача возвратилась к Олдмену в виде серии фильмов о Гарри Поттере, где он сыграл крёстного отца Гарри — Сириуса Блэка. Во время съёмок Олдмен и актёр Дэниел Рэдклифф, сыгравший самого́ волшебника, стали хорошими друзьями. Об игре Олдмена в фильме «Гарри Поттер и узник Азкабана» кинокритик интернет-журнала Salon Стефани Захарек писала: «Гэри Олдмен и Дэвид Тьюлис олицетворяют мрачное настроение фильма, их игра балансирует на грани эмоционального расстройства».
В следующем году актёр получил предложение сыграть в новом проекте Кристофера Нолана «Бэтмен: Начало», где ему предназначалась роль комиссара полиции Джеймса Гордона. Фильм собрал большую кассу по всему миру и был положительно встречен кинокритиками. В 2008 году Нолан снял ещё более успешный сиквел — «Тёмный рыцарь», который получил более миллиарда долларов кассовых сборов по всему миру и восторженную прессу. Роль Олдмена также не прошла незамеченной: актёр получил премии Scream Awards и People’s Choice Awards. Гэри Олдмен вернулся к роли комиссара Джеймса Гордона в заключительной части трилогии о Бэтмене — фильме «Тёмный рыцарь: Возрождение легенды», который вышел в 2012 году.

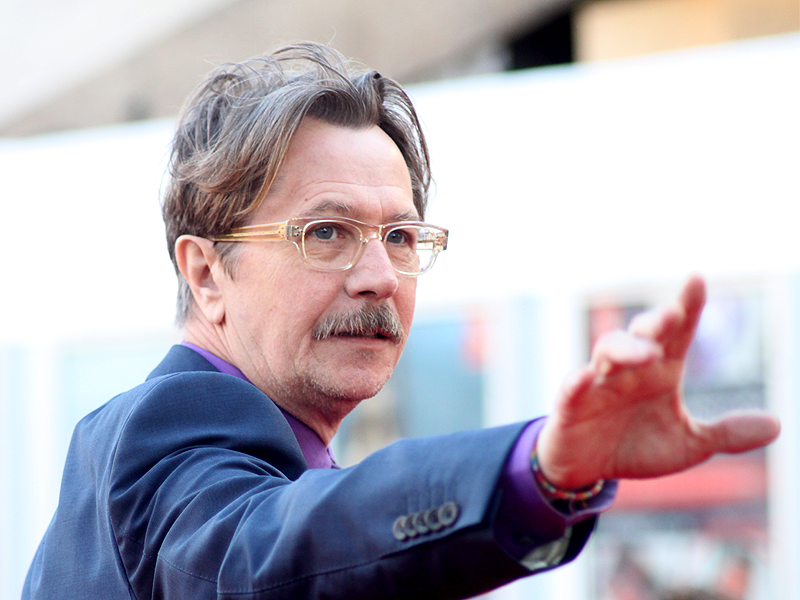
Олдмен на премьере фильма «Шпион, выйди вон!» в Лондоне 15 сентября 2011 года

В 2009 году Олдмен вместе с Джимом Керри озвучил три роли в 3D-фильме Роберта Земекиса «Рождественская история». В следующем году актёр согласился участвовать в трёх проектах: боевике «Книга Илая», детективной мелодраме «Красная Шапочка» и мультфильме «Кунг-фу панда 2», где актёр озвучил лорда Шэнь.
5 сентября 2011 года, на 68-м Венецианском кинофестивале, состоялась премьера детективного триллера Томаса Альфредсона «Шпион, выйди вон!» по роману Джона Ле Карре, где Олдмен исполнил роль Джорджа Смайли. В экранизации Альфредсона герой Ле Карре, традиционно полный антипод Джеймса Бонда, по сравнению с первоисточником и с классической экранизацией с Алеком Гиннессом в главной роли, стал привлекательнее и приобрёл зловещий ореол.
За роль Смайли Олдмен выдвигался на премию британского независимого кино, но проиграл Майклу Фассбендеру. Перевоплощение в утончённого шпиона принесло Олдмену и третью номинацию на премию BAFTA в категории «Лучшая мужская роль». Критики прочили Олдмену первую номинацию на «Оскар». Прогноз успешно сбылся: 24 января 2012 года Американская академия кинематографических искусств и наук объявила номинантов на премию, в числе которых был и Гэри Олдмен. О номинации Олдмену сообщили прямо на берлинской пресс-конференции, посвящённой «Шпиону». Актёр сказал:
Я в шоке. Если мы посмотрим на предыдущие пару недель с премией Гильдии киноактёров и «Золотым глобусом» [на которые Олдмен не выдвигался], то увидим, что я никак не мог этого ожидать. Я никогда не был номинирован, поэтому был просто за гранью ожидания номинации. Волнующая новость.
 «Оскар» в этой номинации в итоге достался французу Жану Дюжардену, получившему статуэтку за роль в фильме «Артист».
Помимо сиквела «Тёмного рыцаря», в котором Олдмен снова перевоплотился в комиссара Джеймса Гордона, в 2012 году состоялся также релиз криминального вестерна «Самый пьяный округ в мире», где актёр исполнил роль властного гангстера Флойда Бэннера. Лента вошла в основную конкурсную программу 65-го Каннского кинофестиваля и боролась за «Золотую пальмовую ветвь».

### Последние работы. Актёрский «Оскар»
В 2013 году вышел триллер Роберта Лукетича «Паранойя», где Олдмен сыграл главу компании, на которую работает главный герой. Фильм был разгромлен критиками: резюме на сайте Rotten Tomatoes, где «Паранойя» имеет рейтинг 6 %, описывает его как клишированный посредственный технотриллер с безразличной игрой актёров. В 2014 году актёр исполнил роли учёного Нортона в ремейке фильма 1987 года «Робокоп» и одного из руководителей колонии людей в фильме «Планета обезьян: Революция». В картине «Номер 44» (2015), повествующей о расследовании серии убийств в послевоенном Советском Союзе, Олдмен играет высокопоставленного генерала, помогающего в расследовании герою Тома Харди. Здесь работа актёрского состава, по мнению критиков, была сведена на нет слабой режиссурой.
В середине 2010-х Олдмен появился ещё в нескольких фильмах, получивших плохие отзывы критиков и кассу: «Война» (2015), «Преступник» (2016) и «Космос между нами» (2017); последний фильм рецензент The Times счёл низшей точкой карьеры Олдмена. В 2017 году он изобразил диктатора Беларуси в комедийном боевике «Телохранитель киллера».
В фильме Джо Райта «Тёмные времена» (2017) Олдмен сыграл Уинстона Черчилля в начале Второй мировой войны. Сразу после премьеры многие критики назвали британского актёра, почти неузнаваемого в созданном Кацухиро Цудзи гриме, фаворитом оскаровской гонки. По итогам года Олдмен забрал большинство актёрских кинонаград англоязычного мира, включая «Оскар», «Золотой глобус» за лучшую мужскую роль в фильме-драме, премию Гильдии киноактёров и премию BAFTA.
В «Прачечной» Стивена Содерберга (2019) Олдмен изобразил Юргена Моссака — соучредителя фирмы Mossack Fonseca и фигуранта общемирового скандала с утечкой документов об офшорных компаниях. «Прачечная» участвовала в основном конкурсе 76-го Венецианского кинофестиваля и затем почти одновременно вышла в кинотеатральный прокат и на Netflix, но рецензенты в целом были разочарованы фильмом. Кроме этого, в конце 2019 года вышли фильмы «Проклятие „Мэри“», в котором актёр вернулся к жанру мистического хоррора в первый раз после «Красной Шапочки» (2011), и экшн-триллер «Курьер», где Олдмен сыграл могущественного криминального босса, которому бросает вызов героиня Ольги Куриленко.
Тогда же Олдмен приступил к съёмкам в чёрно-белом фильме Дэвида Финчера «Манк» — истории написания сценария «Гражданина Кейна», в которой Олдмен сыграл главную роль сценариста Хермана Манкевича; Финчер вынашивал этот проект, сценарий к которому написал его отец, с конца 1990-х годов и тогда видел в главной роли Кевина Спейси. «Манк» вышел в ограниченный прокат в США 13 ноября 2020 года и на Netflix — 4 декабря 2020 года и получил множество восторженных откликов, не последнее место в которых занимал Олдмен. Оуэн Глейберман (Variety) описывает его персонажа «усталым, задрипанным, вышедшим в тираж алкоголиком, который тем не менее разговаривает с такими самодовольно-ироничными интонациями, каких больше нет ни у кого в Голливуде». Антон Долин считает роль Манкевича самой значительной в карьере Олдмена: «В его Манкевиче уживаются уязвимость, бахвальство, легкомысленность, принципиальность, цинизм — с идеализмом». За «Манка» Олдмен получил номинации на основные кинонаграды, включая «Оскар» и «Золотой глобус» за лучшую мужскую роль, но во всех случаях проиграл другим актёрам.
Осенью 2022 года актёр объявил о планах завершить карьеру после завершения съёмок в сериале «Медленные лошади», который на 2025 год ещё не завершён. Олдмен снялся в «Партенопе» Паоло Соррентино.

### Режиссура

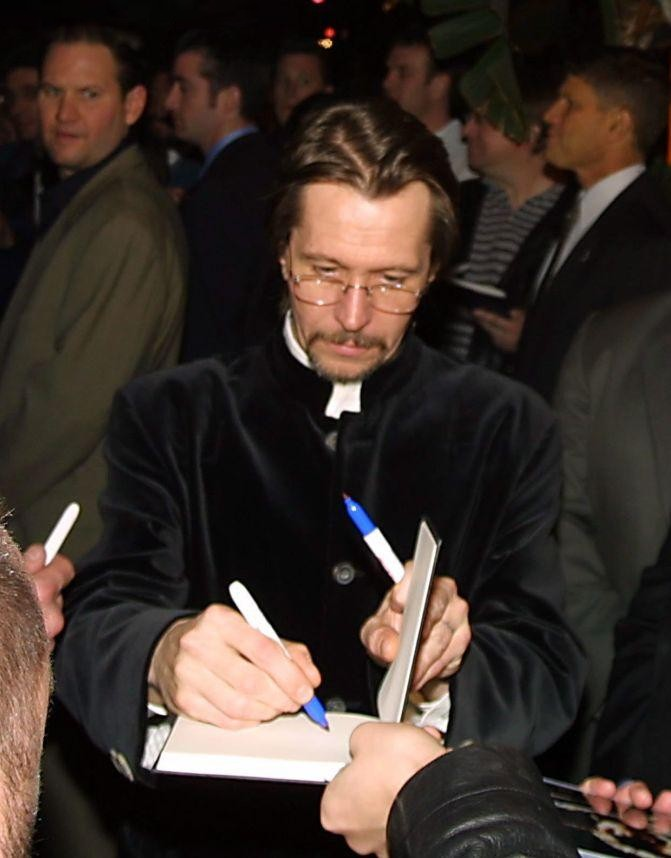
Гэри Олдмен на премьере фильма «Гарри Поттер и Орден Феникса»

В 1997 году Гэри Олдмен выступил в качестве режиссёра, сняв частично автобиографическую драму «Не глотать», попавшую в число претендентов на «Золотую пальмовую ветвь» 50-го Каннского кинофестиваля. Картина получила две премии BAFTA в категориях «Лучший британский фильм» и «Лучший оригинальный сценарий». Роджер Эберт оценил фильм на три с половиной звезды из четырёх возможных, отметив: «„Не глотать“ — не беспросветный крик боли. В фильме есть и юмор, и нежность, которые предстают в финальном монологе героя Рэя Уинстона». Британский институт кинематографии включил картину в список ста лучших британских фильмов XX века, аттестовав режиссёрский дебют Олдмена как «ошеломительный».
Для продюсирования «Не глотать» Олдмен, совместно с другом Дугласом Урбански, создал компанию «SE8 Group», при помощи которой актёр впоследствии выпустит несколько фильмов.
Помимо режиссирования полнометражного кино Гэри Олдмен снял два видеоклипа: «Red Rover» на песню еврейской рэп-группы Chutzpah и «Kiss Me Like the Woman You Loved» на песню своей жены Александры Эденборо.

### Музыка и реклама
Гэри Олдмен проявлял интерес к музыке с ранних лет. Он увлекался игрой на пианино и в интервью Чарли Роузу признался, что лучше бы стал музыкантом, чем актёром. Своего друга Дэниела Рэдклиффа Олдмен учил игре на бас-гитаре.
Для саундтрека к фильму «Сид и Нэнси» Олдмен записал две песни, исполненные ранее самим Сидом Вишесом: «My Way», являющуюся кавер-версией на старый хит Фрэнка Синатры, и «I Wanna Be Your Dog» — переложение известной композиции прото-панк группы The Stooges.
Актёр также совместно с Дэвидом Боуи записал песню «You’ve Been Around», вошедшую в альбом 1995 года «The Sacred Squall of Now» музыканта Ривза Гэбрелса. В 2013 году он снялся в музыкальном видео Боуи на песню «The Next Day» из одноименного альбома, где сыграл роль священника.
Актёр несколько раз снимался и в рекламе. Наиболее известные бренды, в продвижении которых он принял участие: водка Absolut, финансово-банковская группа Barclays, серия мультимедийных смартфонов и коммуникаторов Nokia N series, телевизионная корпорация Великобритании ITV, торговая компания H&M.

## Оценки и влияние
Гэри Олдмен известен как актёр-«хамелеон», который способен убедительно воссоздать на экране самые разные образы, меняя темперамент, внешность и особенности речи. По словам Роджера Эберта, Олдмен может играть «высоко или низко, благородно или грубо». Особенно яркими были роли различных злодеев и маргиналов. Журналист Крейг Маклин охарактеризовал актёра: «Вот он, Гэри Олдмен, блистательно изображающий скинхедов, панков, вампиров, убийц, копов-психопатов, сутенёров-психопатов, психопатов-психопатов». По большей части именно благодаря этому типажу, как он сам выразился, «Жуткого Психа Гэри» (англ. Crazy-Scary-Gary) Олдмен обрёл своеобразную аудиторию поклонников. Олдмена часто называют «актёром всех актёров».
До 2012 года Олдмен никогда не был номинирован на премию «Оскар», несмотря на яркие запоминающиеся роли и уважение среди коллег по цеху. По мнению самого актёра, это связано с тем, что он никогда особенно не гнался за наградами, и с непубличным образом жизни.
Гэри Олдмен неоднократно удостаивался наивысших одобрительных отзывов от своих коллег-актёров. Брэд Питт назвал Олдмена «Богом», Дэниел Рэдклифф признался, что Олдмен — актёр, которому бы он хотел подражать, Райан Гослинг назвал Олдмена своим любимым актёром, а Энтони Хопкинс описал его, как «чрезвычайно талантливого актёра, умеющего креативно действовать». Том Харди, коллега актёра по фильмам «Шпион, выйди вон!», «Самый пьяный округ в мире» и «Тёмный рыцарь: Возрождение легенды», заявлял, что «Олдмен — величайший актёр из когда-либо живших». Кроме этого, игра Олдмена оказала влияние на многих других популярных ныне актёров. В их число входят Джонни Депп, Кристиан Бейл, Джозеф Гордон-Левитт, Шайа Лабаф, Джейсон Айзекс и Крис Пайн. Исполнение Олдменом роли графа Дракулы в «Дракуле» было спародировано Джимом Керри в телесериале канала Fox «В ярких красках».
О работе с Олдменом так отзывался режиссёр Люк Бессон, снявший его в «Леоне» и «Пятом элементе»:
Гэри, я думаю, один из пяти лучших актёров в мире. Это невероятный актёр. Я был на съёмочной площадке, а он был в костюме Зорга, и мы говорили о шекспировской классике — «Гамлете». Он сказал: «Да, я играл Гамлета десять лет назад в Лондоне». Я спросил: «Но как ты можешь упомнить все три часа Гамлета?». Он сказал, что это не так уж трудно. Я говорю: «Но десять лет спустя ты помнишь хоть несколько строк?». Он отвечает: «Я помню всё». Я ему: «В каком смысле? Значит, если я скажу: „Акт 2. Сцена 3…“», и тут он просто начал читать [Шекспира]. В костюме Зорга посреди космического корабля.
Оригинальный текст (англ.)Gary, I think, is one of the top five actors in the world. You can’t believe this actor. I was on the set and he was dressed as Zorg [the Fifth Element villain] and we were just talking about the Shakespeare classic Hamlet. And he said, "Yeah, I played Hamlet ten years ago in London." I said, "But how can you memorize three hours of Hamlet?" He said it wasn’t so difficult. I said, "But ten years afterwards do you remember a few lines?" He said, "I remember everything." I said, "What do you mean?! So if I say, 'Act 2, Scene 3 . . . ?'" And he'd just start [reciting Shakespeare]. Dressed like Zorg in the middle of this spaceship.
— Люк Бессон, 
Среди кумиров самого Олдмена британские кинематографисты Линн Рэмси, Пэдди Консидайн, Павел Павликовский и Рэй Уинстон.

## Личная жизнь
Гэри Олдмен был женат пять раз:
- на актрисе Лесли Мэнвилл (1987—1990);
- на актрисе Уме Турман (1990—1992);
- на фотографе Доне Фиорентино (англ. Donya Fiorentino; 1997—2001);
- на джазовой певице Александре Эденборо (англ. Alexandra Edenborough; 2008—2015)[128][129];
- на писательнице Жизель Шмидт (англ. Gisele Schmidt; с 2017 года)[130].

У актёра есть четверо сыновей:
- Алфи (род. 1988, от Лесли Мэнвилл),
- Гулливер Флинн (род. 1997, от Дони Фиорентино),
- Чарли Джон (род. 1999, от Дони Фиорентино)[131]
- и усыновлённый с актрисой Изабеллой Росселлини Роберто (род. 1992)[132].

Сестра Гэри Олдмена — актриса Морин Олдмен (более известна под псевдонимом Лейла Морс), самая известная роль которой — Мо Харрис в «мыльной опере» канала BBC «Жители Ист-энда». Морс также играла в режиссёрском дебюте брата «Не глотать».
В начале 1990-х годов Гэри Олдмен страдал алкогольной зависимостью, что стало одной из причин развода с актрисой Умой Турман. Пытаясь вылечиться, он лёг в клинику Marworth, что в округе Лэкаванна, штат Пенсильвания. В последующих интервью Олдмен уверял журналистов, что окончательно излечился от алкоголизма. В 2001 году бывшая жена актёра Доня Фиорентино заявила, что Олдмен, помимо алкогольной, имел ещё и наркотическую зависимость. Кроме этого, на протяжении всего времени, проведённого в браке, он оскорблял её и плохо с ней обращался.
8 августа 1991 года Олдмен был арестован за вождение автомобиля в пьяном виде вместе с актёром Кифером Сазерлендом.
Является болельщиком футбольного клуба «Манчестер Юнайтед».

## Фильмография
| Год  |     | Русское название                         | Оригинальное название                             | Роль                                         |
| ---- | --- | ---------------------------------------- | ------------------------------------------------- | -------------------------------------------- |
| 1982 | ф   | Память                                   | Remembrance                                       | Дэниел                                       |
| 1984 | тф  | Тем временем                             | Meantime                                          | Кокси                                        |
| 1984 | с   | Парень Моргана                           | Morgan’s Boy                                      | Колин                                        |
| 1984 | с   | Драмарама                                | Dramarama                                         | Бен                                          |
| 1985 | с   | Летний сезон                             | Summer Season                                     | Гэри                                         |
| 1986 | ф   | Сид и Нэнси                              | Sid and Nancy                                     | Сид Вишес                                    |
| 1987 | ф   | Навострите ваши уши                      | Prick Up Your Ears                                | Джо Ортон                                    |
| 1987 | тф  | Крыса в черепе                           | Rat in the Skull                                  | Констебль Эрик Нейлор                        |
| 1988 | ф   | Путь 29                                  | Track 29                                          | Мартин                                       |
| 1988 | ф   | Преступный закон                         | Criminal Law                                      | Бен Чейз                                     |
| 1988 | ф   | Мы думаем только о тебе                  | We Think the World of You                         | Джонни                                       |
| 1989 | ф   | Фирма                                    | The Firm                                          | Бекс Бисселл                                 |
| 1989 | ф   | Чаттахучи                                | Chattahoochee                                     | Эмметт Фоули                                 |
| 1989 | с   | Тихая пристань                           | Knots Landing                                     | Дон Росс                                     |
| 1990 | ф   | Розенкранц и Гильденстерн мертвы         | Rosencrantz & Guildenstern Are Dead               | Розенкранц                                   |
| 1990 | ф   | Состояние исступления                    | State of Grace                                    | Джеки Флэннери                               |
| 1990 | ф   | Генри и Джун                             | Henry & June                                      | Поп                                          |
| 1991 | ф   | Дилан Томас                              | Dylan Thomas                                      | Дилан Томас                                  |
| 1991 | ф   | Джон Ф. Кеннеди. Выстрелы в Далласе      | JFK                                               | Ли Харви Освальд                             |
| 1992 | ф   | Дракула                                  | Bram Stoker’s Dracula                             | Дракула                                      |
| 1993 | ф   | Настоящая любовь                         | True Romance                                      | Дрексл Спайви                                |
| 1993 | ф   | Ромео истекает кровью                    | Romeo Is Bleeding                                 | Джек Гримальди                               |
| 1993 | с   | Падшие ангелы                            | Fallen Angels                                     | Пэт Келли                                    |
| 1994 | ф   | Леон                                     | Léon                                              | Норман Стэнсфилд                             |
| 1994 | ф   | Бессмертная возлюбленная                 | Immortal Beloved                                  | Людвиг ван Бетховен                          |
| 1995 | ф   | Убийство первой степени                  | Murder in the First                               | Мильтон Гленн                                |
| 1995 | ф   | Алая буква                               | The Scarlet Letter                                | Артур Диммесдэйл                             |
| 1996 | ф   | Баския                                   | Basquiat                                          | Альберт Майло                                |
| 1997 | ф   | Пятый элемент                            | The Fifth Element                                 | Жан-Батист Эммануэль Зорг                    |
| 1997 | ф   | Самолёт президента                       | Air Force One                                     | Иван Коршунов                                |
| 1998 | ки  | Пятый элемент                            | The Fifth Element                                 | Жан-Батист Эммануэль Зорг                    |
| 1998 | ф   | Затерянные в космосе                     | Lost in Space                                     | доктор Захарии Смит                          |
| 1998 | мф  | Волшебный меч: В поисках Камелота        | Quest for Camelot                                 | сэр Рубер                                    |
| 1999 | тф  | Иисус                                    | Jesus                                             | Понтий Пилат                                 |
| 1999 | с   | Трейси принимает вызов                   | Tracey Takes On…                                  | парикмахер                                   |
| 2000 | ф   | Претендент                               | The Contender                                     | Шелдон Руньон, также исполнительный продюсер |
| 2000 | с   | Друзья                                   | Friends                                           | Ричард Кросби                                |
| 2001 | ф   | Ганнибал                                 | Hannibal                                          | Мейсон Верджер                               |
| 2001 | ф   | Ничей ребёнок                            | Nobody’s Baby                                     | Бафорд Билл                                  |
| 2002 | ф   | Трасса 60                                | Interstate 60                                     | О.Ж. Грант                                   |
| 2002 | кор | Сделка с Дьяволом                        | The Hire: Beat The Devil                          | дьявол                                       |
| 2002 | ки  | Medal of Honor: Allied Assault Spearhead | Medal of Honor: Allied Assault Spearhead          | сержант Джек Барнс                           |
| 2003 | ки  | True Crime: Streets of LA                | True Crime: Streets of LA                         | Распутин «Рокки» Кузнецов / агент Мастерсон  |
| 2003 | ф   | Маленькие пальчики                       | Tiptoes                                           | Рольф                                        |
| 2004 | в   | Месть                                    | Sin                                               | Тренч                                        |
| 2004 | ф   | Гарри Поттер и узник Азкабана            | Harry Potter and the Prisoner of Azkaban          | Сириус Блэк                                  |
| 2004 | кор | Кто Кайл                                 | Who’s Kyle?                                       | Скауз                                        |
| 2005 | ф   | Дохлая рыба                              | Dead Fish                                         | Линч                                         |
| 2005 | ф   | Бэтмен: Начало                           | Batman Begins                                     | Джеймс Гордон                                |
| 2005 | ф   | Гарри Поттер и Кубок огня                | Harry Potter and the Goblet of Fire               | Сириус Блэк                                  |
| 2006 | ф   | Лес теней                                | Bosque de sombras                                 | Пол                                          |
| 2006 | ки  | The Legend of Spyro: A New Beginning     | The Legend of Spyro: A New Beginning              | Игнайтус                                     |
| 2007 | ф   | Гарри Поттер и Орден Феникса             | Harry Potter and the Order of the Phoenix         | Сириус Блэк                                  |
| 2007 | ки  | The Legend of Spyro: The Eternal Night   | The Legend of Spyro: The Eternal Night            | Игнайтус                                     |
| 2008 | ф   | Тёмный рыцарь                            | The Dark Knight                                   | Джеймс Гордон                                |
| 2008 | ки  | The Legend of Spyro: Dawn of the Dragon  | The Legend of Spyro: Dawn of the Dragon           | Игнайтус                                     |
| 2008 | ки  | Call of Duty: World at War               | Call of Duty: World at War                        | сержант Виктор Резнов                        |
| 2009 | ф   | Нерождённый                              | The Unborn                                        | Рэбби Джозеф Сендак                          |
| 2009 | ф   | Рэйн Фолл: История киллера               | Rain Fall                                         | Уильям Хольцер                               |
| 2009 | мф  | Рождественская история                   | A Christmas Carol                                 | Боб Крэтчит/Джейкоб Марли/Тайни-Тим          |
| 2009 | мф  | Планета 51                               | Planet 51                                         | генерал Гроул                                |
| 2010 | ф   | Книга Илая                               | The book of Eli                                   | Карнеги                                      |
| 2010 | ки  | Call of Duty: Black Ops                  | Call of Duty: Black Ops                           | капитан Виктор Резнов / доктор Даниэль Кларк |
| 2011 | ф   | Красная Шапочка                          | Girl with the Red Riding Hood, The                | отец Соломон                                 |
| 2011 | мф  | Кунг-фу панда 2                          | Kung Fu Panda 2                                   | Лорд Шэнь                                    |
| 2011 | ф   | Гарри Поттер и Дары Смерти: часть 2      | Harry Potter and the Deathly Hallows: Part 2      | Сириус Блэк                                  |
| 2011 | ф   | Шпион, выйди вон!                        | Tinker, Tailor, Soldier, Spy                      | Джордж Смайли                                |
| 2011 | кор | Печать зла                               | Touch of Evil                                     | зловещая кукла (Фэтс «Магия»)                |
| 2012 | ф   | Пушки, тёлки и азарт                     | Guns, Girls and Gambling                          | Элвис                                        |
| 2012 | ф   | Самый пьяный округ в мире                | Lawless                                           | Флойд Бэннер                                 |
| 2012 | ф   | Тёмный рыцарь: Возрождение легенды       | The Dark Knight Rises                             | Джеймс Гордон                                |
| 2013 | ф   | Паранойя                                 | Paranoia                                          | Николас Уайатт                               |
| 2014 | ф   | Робокоп                                  | RoboCop                                           | доктор Деннетт Нортон                        |
| 2014 | ф   | Планета обезьян: Революция               | Dawn of the Planet of the Apes                    | Дрейфус                                      |
| 2015 | ф   | Номер 44                                 | Child 44                                          | генерал Михаил Нестеров                      |
| 2015 | ф   | Война                                    | Man Down                                          | капитан Пейтон                               |
| 2016 | ф   | Преступник                               | Criminal                                          | Куакер Уэллс                                 |
| 2016 | ф   | Космос между нами                        | The Space Between Us                              | Натаниэль Шепард                             |
| 2017 | ф   | Телохранитель киллера                    | The Hitman’s Bodyguard                            | Владислав Духович                            |
| 2017 | ф   | Тёмные времена                           | Darkest Hour                                      | Уинстон Черчилль                             |
| 2018 | ф   | Тау                                      | Tau                                               | Тау                                          |
| 2018 | ф   | Хантер Киллер                            | Hunter Killer                                     | адмирал Чарльз Доннеган                      |
| 2019 | ф   | Прачечная                                | The Laundromat                                    | Юрген Моссак                                 |
| 2019 | ф   | Клуб анонимных киллеров                  | Killers Anonymous                                 | The Man / Куратор                            |
| 2019 | ф   | Проклятие «Мэри»                         | Mary                                              | Дэвид Грир                                   |
| 2019 | ф   | Курьер                                   | The Courier                                       | Езекиль Мэннингс                             |
| 2020 | ф   | Манк                                     | Mank                                              | Херман Манкевич                              |
| 2020 | ф   | Место среди мёртвых                      | A Place Among the Dead                            | ГО                                           |
| 2021 | ф   | Женщина в окне                           | The Woman in the Window                           | Алистер Рассел                               |
| 2021 | ф   | Трафик                                   | Crisis                                            | доктор Тайрон Брауэр                         |
| 2022 | тф  | Возвращение в Хогвартс                   | Harry Potter 20th Anniversary: Return to Hogwarts | в роли самого себя                           |
| 2022 | с   | Медленные лошади                         | Slow Horses                                       | Джексон Лэм, главная роль                    |
| 2023 | ф   | Оппенгеймер                              | Oppenheimer                                       | Гарри Трумэн                                 |
| 2024 | ф   | Партенопа                                | Partenope                                         | Джон Чивер                                   |

## Номинации и награды
Полный список наград и номинаций на сайте IMDb.
| Награды и номинации | Награды и номинации                            | Награды и номинации                                                                  | Награды и номинации                 | Награды и номинации |
| Год                 | Награда                                        | Категория                                                                            | Работа                              | Результат           |
| ------------------- | ---------------------------------------------- | ------------------------------------------------------------------------------------ | ----------------------------------- | ------------------- |
| 1987                | Evening Standard British Film Awards           | Наиболее перспективный новичок                                                       | Сид и Нэнси                         | Победа              |
| 1987                | BAFTA                                          | Лучшая мужская роль                                                                  | Навострите ваши уши                 | Номинация           |
| 1988                | London Film Critics' Circle Awards             | Премия ALFS актёру года                                                              | Сид и Нэнси                         | Победа              |
| 1990                | Независимый дух                                | Лучшая мужская роль                                                                  | Розенкранц и Гильденстерн мертвы    | Номинация           |
| 1992                | Сатурн                                         | Лучший киноактёр                                                                     | Дракула                             | Победа              |
| 1993                | MTV Movie Awards                               | Лучший поцелуй (совместно с Вайноной Райдер)                                         | Дракула                             | Номинация           |
| 1995                | Золотая малина                                 | Худший актёрский дуэт (совместно с Деми Мур)                                         | Алая буква                          | Номинация           |
| 1997                | BAFTA                                          | Лучший британский фильм                                                              | Не глотать                          | Победа              |
| 1997                | BAFTA                                          | Лучший оригинальный сценарий                                                         | Не глотать                          | Победа              |
| 1997                | Премия британского независимого кино           | Лучший британский режиссёр независимого фильма                                       | Не глотать                          | Номинация           |
| 1997                | Премия британского независимого кино           | Лучший оригинальный сценарий, написанный британским сценаристом в независимом фильме | Не глотать                          | Номинация           |
| 1997                | Эдинбургский кинофестиваль                     | Лучший режиссёр                                                                      | Не глотать                          | Победа              |
| 1997                | Каннский кинофестиваль                         | Золотая пальмовая ветвь                                                              | Не глотать                          | Номинация           |
| 1998                | Empire Awards                                  | Лучший режиссёрский дебют                                                            | Не глотать                          | Победа              |
| 1998                | Blockbuster Entertainment Awards               | Лучшая мужская роль второго плана — боевик / приключенческий фильм                   | Самолёт президента                  | Номинация           |
| 1998                | MTV Movie Awards                               | Лучший бой (совместно с Харрисоном Фордом)                                           | Самолёт президента                  | Номинация           |
| 1998                | MTV Movie Awards                               | Лучший злодей                                                                        | Самолёт президента                  | Номинация           |
| 1999                | Сатурн                                         | Лучший киноактёр второго плана                                                       | Затерянные в космосе                | Номинация           |
| 2001                | Broadcast Film Critics Association Award       | Премия имени Алана Пакулы                                                            | Претендент                          | Победа              |
| 2001                | Независимый дух                                | Лучшая мужская роль второго плана                                                    | Претендент                          | Номинация           |
| 2001                | Премия Гильдии киноактёров США                 | Лучшая мужская роль второго плана                                                    | Претендент                          | Номинация           |
| 2001                | Эмми                                           | Лучший приглашённый актёр в комедийном сериале                                       | Друзья                              | Номинация           |
| 2001                | USA Film Festival                              | Почётная награда                                                                     |                                     | Победа              |
| 2005                | Сатурн                                         | Лучший киноактёр второго плана                                                       | Гарри Поттер и узник Азкабана       | Номинация           |
| 2008                | Scream                                         | Лучшая мужская роль второго плана                                                    | Тёмный рыцарь                       | Победа              |
| 2009                | Выбор народа                                   | Лучший актёрский состав                                                              | Тёмный рыцарь                       | Победа              |
| 2011                | Empire Awards                                  | Икона кинематографа                                                                  |                                     | Победа              |
| 2011                | Scream Awards                                  | Лучший актёрский состав                                                              | Гарри Поттер и Дары Смерти: часть 2 | Номинация           |
| 2011                | Премия британского независимого кино           | Лучшая мужская роль                                                                  | Шпион, выйди вон!                   | Номинация           |
| 2012                | BAFTA                                          | Лучшая мужская роль                                                                  | Шпион, выйди вон!                   | Номинация           |
| 2012                | Оскар                                          | Лучшая мужская роль                                                                  | Шпион, выйди вон!                   | Номинация           |
| 2012                | Empire Awards                                  | Лучшая мужская роль                                                                  | Шпион, выйди вон!                   | Победа              |
| 2012                | Премия ирландского кинематографа и телевидения | Лучший международный актёр                                                           | Шпион, выйди вон!                   | Номинация           |
| 2012                | Премия национального общества кинокритиков США | Лучший актёр                                                                         | Шпион, выйди вон!                   | Номинация           |
| 2012                | Спутник                                        | Лучший актёр                                                                         | Шпион, выйди вон!                   | Номинация           |
| 2012                | Премия Европейской киноакадемии                | Лучший европейский актёр                                                             | Шпион, выйди вон!                   | Номинация           |
| 2018                | BAFTA                                          | Лучшая мужская роль                                                                  | Тёмные времена                      | Победа              |
| 2018                | Оскар                                          | Лучшая мужская роль                                                                  | Тёмные времена                      | Победа              |
| 2018                | Золотой глобус                                 | Лучшая мужская роль — драма                                                          | Тёмные времена                      | Победа              |
| 2018                | Empire Awards                                  | Лучшая мужская роль                                                                  | Тёмные времена                      | Номинация           |
| 2018                | Премия Гильдии киноактёров США                 | Лучший мужская роль                                                                  | Тёмные времена                      | Победа              |
| 2018                | Спутник                                        | Лучший актёр                                                                         | Тёмные времена                      | Победа              |
| 2018                | Critics’ Choice Movie Awards                   | Лучший актёр                                                                         | Тёмные времена                      | Победа              |
| 2021                | Оскар                                          | Лучшая мужская роль                                                                  | Манк                                | Номинация           |
| 2021                | Золотой глобус                                 | Лучшая мужская роль — драма                                                          | Манк                                | Номинация           |
| 2021                | Премия Гильдии киноактёров США                 | Лучшая мужская роль                                                                  | Манк                                | Номинация           |
| 2021                | Выбор критиков                                 | Лучшая мужская роль                                                                  | Манк                                | Номинация           |
| 2021                | Премия Спутник                                 | Лучший актёр                                                                         | Манк                                | Номинация           |